# Андреј Сиљнов
Андреј Александрович Сиљнов (рус. Андрей Александрович Сильнов) је руски скакач увис. Рођен је 9. септембра 1984. у граду Шахти, недалеко од Ростова на Дону, где тренутно живи и тренира. У 2006. години освојио је злато на Европском првенству 2006. у Гетеборгу, прескочивши 2,36 м 9. августа, а свој нови лични рекорд и водећи резултат у свету те године поставио је 20. августа у Монаку прескочивши 2,37 м. Ови подаци су веома импресивни знајући да је сезону започео са личним рекордом од 2,28 м. На шампионату света 2007. у Осаки био је једанаести са прескочених 2,21 m.
На Олимпијским играма 2008 у Пекингу Сиљнов је 19. августа
освојио златну медаљу истим резултатом којим је освојио прво злато на Европском првенству 2,36 м.

## Занимљивости
Андреј се определио да тренира атлетику гледајући тренинг свог старијег брата Константина и по његовим физичким предиспозицијама одмах се знало да ће бити висаш (висок је 1,98 м, а тежак 83 кг. Хоби му је пецање, а каже да не воли само да пеца већ и да спрема разне рибље специјалитете.